# Ye Qiaobo
Ye Qiaobo, née le 3 août 1964 à Changchun, est une patineuse de vitesse chinoise spécialiste du 500 et du 1000 m.
C'est la première chinoise à avoir été médaillée aux Jeux olympiques d'hiver et à devenir championne du monde en patinage de vitesse. Elle a arrêté sa carrière en 1994, après avoir obtenu une troisième médaille olympique au 1 000 m à Lillehammer.

## Palmarès
- Jeux olympiques d'hiver
  -  sur 500 m aux Jeux olympiques d'hiver de 1992 à Albertville
  -  sur 1 000 m aux Jeux olympiques d'hiver de 1992 à Albertville
  -  sur 1 000 m aux Jeux olympiques d'hiver de 1994 à Lillehammer
- Championnats du monde de sprint
  -  Médaille d'or en 1992 à Oslo
  -  Médaille d'or en 1993 à Ikaho
  -  Médaille d'argent en 1991 à Inzell
- Coupe du monde
  - Vainqueur du classement du 500 m en 1992-1993
  - 13 victoires

## Records personnels
| Distance     | Temps         | Année |
| ------------ | ------------- | ----- |
| 500 mètres   | 39 s 48       | 1993  |
| 1 000 mètres | 1 min 19 s 84 | 1994  |
| 1 500 mètres | 2 min 6 s 76  | 1992  |
| 3 000 mètres | 4 min 43 s 01 | 1992  |
| 5 000 mètres | 8 min 18 s 00 | 1992  |